# بليد 2 (فلم)
بليد 2 هو فيلم أمريكي وهو ثاني سلسلة أفلام بليد وانتج عام 2002. وهو من بطولة ويسلي سنايبس، وتتحدث عن ظاهرة مصاصي الدماء في شمال شرق أوروبا.

## القصة
بعد حدوث تحول داخل مجتمع مصاصي الدماء يتحول الجميع إلى كائنات تدعى ريبرز تملك شهوةً حيوانيةً للدماء سواء كانت آدمية أو دماء أحد مصاصي الدماء كما تقوم هذه الكائنات بتحويل ضحاياها لريبرز، وهو ما يؤدي لانتشارهم سريعا، مما يشكل خطرا على البشرية، وعلى وجود مصاصي الدماء أنفسهم يقوم مجلس الظل الخاص بمصاصي الدماء باستدعاء بليد وويسلر وخبير الأسلحة سكود لمساعدتهم في الوضع المزري الذين وصلوا إليه يوافق بليد على مساعدتهم، ويقوم بالتحالف مع فريق بلودباك المكون من نخبة من مصاصي الدماء المدربين على أساليب القتال المختلفة لمحاربة الريبرز. ليصبح الفريق المكون من أشد الأعداء إلى خط الدفاع الأخير وأمل البشرية الوحيد في البقاء

## وصلات خارجية
- الموقع الرسمي
- Blade II script
- مقالات تستعمل روابط فنية بلا صلة مع ويكي بيانات